# Урла
Урла (латис. urla, у множ.: urlas) — зневажливе прізвисько росіян[джерело?] або російськомовних негромадян[джерело?] у розмовній латиській мові.

## Походження
Найімовірніше походить від радянської абревіатури УРЛ «Уголовно разискаиваимое лицо».
Слово спочатку вживалося стосовно так званих гопників. Гопникам у Латвії є переважно носії російської мови, і ця субкультура прийшла у Латвію з радянської окупацією.
Надалі стосовно і росіян які переважно не є громадянами Латвії, не мають на меті інтегруватись у латвійське суспільство.[джерело?]
На думку росіян, вживання цього слова є виявом крайньої русофобії, але латиші використовують сам термін у значенні «російська меншість» або по відношенню до негромадян, і осіб що не поважають латвійську державність, мову святкують радянські свята, наприклад так званий День Перемоги і т. д[джерело?]
Латвійська преса і журналісти висловили думку, що термін urla в основному застосовується щодо Homo Sovieticus, яким бракує культури і які досі переобтяжені імперським світоглядом.[джерело?]
Аналогічним є слово тибла в Естонії, совок й ватник — на пострадянському просторі.